# Andreas-Bobola-Kirche (Stettin)
Die Andreas-Bobola-Kirche (auch Jesuitenkirche; polnisch Kościół św. Andrzeja Boboli w Szczecinie) im Stettiner (Szczecin) Ortsteil Torney (Turzyn) an der Pocztowa 22 (Gabelsberger Straße) in der Nähe des ehemaligen Bahnhofes Torney (Turzyn) wurde 1933 als evangelische Nikolai-Johannis-Kirche geweiht.

## Geschichte
Die Kirchenprovinz Pommern der Evangelischen Kirche der altpreußischen Union war der Bauherr der Kirche. Die Planungen der Kirche wurden im Jahre 1928 von dem Architekten Adolf Thesmacher begonnen. Die Bauarbeiten begannen im Jahr 1932 und im folgenden Jahr wurde das Kirchengebäude fertiggestellt. Der erste Pastor war Karl Jahnke.
Der im April 1945 ernannte erste Nachkriegs-Stadtpräsident Stettins Piotr Zaremba wandte sich an Erzbischof Walenty Dymek um geistliche Unterstützung für die wachsende Zahl polnischer Siedler. Im Juni kamen die ersten Jesuitenpater in die Stadt. Der Versuch, die St.-Peter-und-Paul-Kirche (Stettin) zu erhalten, scheiterte in den Verhandlungen mit der kommunistischen Verwaltung. Am 1. Oktober 1945 konnte die ehemalige Nikolai-Johannis-Kirche unter dem Patrozinium des Andreas Bobola neu geweiht werden. Gleichzeitig wurde eine Pfarrei eingerichtet. Im Laufe des Jahres begannen die Reparaturarbeiten an der Kirche.

## Architektur
Die Kirche ist im modernistischen Stil als zweistöckige Pseudobasilika, mit einem hohen Turm und einem Kirchenschiff mit Satteldach ausgeführt. Der Eingangsbereich wird mit vier massiven Pfeilern akzentuiert. Man kann einige subtile Verweise auf den romanischen Stil erkennen, hergestellt durch die modernistische Sprache.

## Umbauten
1964 wurde die Kirche mit Parkettfußboden und 1969 mit neuen Altären ausgestattet. Ein Jahr später wurde ein Mosaik im Altarraum aufgebracht sowie ein neuer Hauptaltar und Tabernakel aufgestellt. Im Jahr 1989 wurde das Dach mit Kupferblech eingedeckt. Im Jahr 1994 wurde eine neue Beleuchtung und Heizung installiert.